# Карпьютер

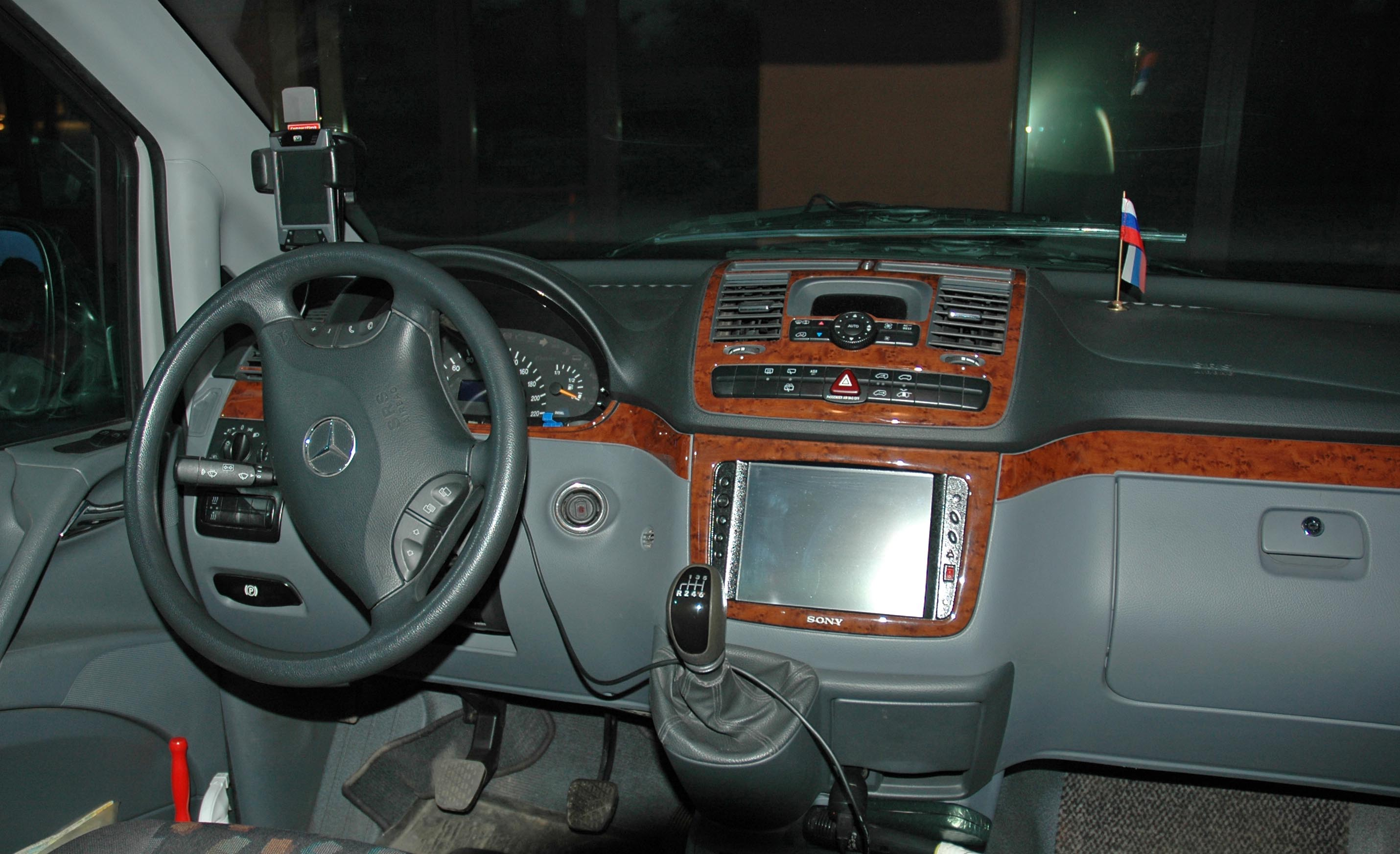
Онбордер

Карпьютер (англ. carputer) или Онбо́рдер (англ. onboarder) (другие названия — онборд, автомобильный компьютер, бортовой компьютер, car PC, компьютер) — аналог домашнего персонального компьютера, установленный в автомобиле и специально предназначенный для работы в машине. Онбордеры используются для автонавигации, соединения с интернетом, развлечения, прослушивания музыки. Возможности онбордера объединяют функциональность традиционных устройств узкого назначения (автомагнитол, навигаторов, DVD-плееров) с возможностями персонального компьютера.
«Бортовыми компьютерами» (Board Computer) (другие названия — БК, автобк, бортовик, англ. tripcomputer) также называют дополнительные устройства с функциями маршрутного компьютера и одновременно диагностического автосканера.

## Основные сведения
Основным преимуществом автомобильного компьютера является функциональность. С использованием автомобильного компьютера отпадает необходимость в отдельной установке навигатора, парктроника, телевизора, DVD. Каждое из этих полезных устройств требует отдельное место для установки и управляется отдельно…
В автомобильном компьютере чаще всего управление организовано через сенсорный жидкокристаллический монитор (размеры от 7" до 15" по диагонали). Мониторы могут быть моторизированные и ручные, встраиваемые в консоль, имеют монтажные размеры 1\2DIN,1DIN или 2DIN, встраиваемые в крышу, отдельно стоящие (съёмные). Для разных марок автомашин есть мониторы, встраиваемые в приборную панель и полости.
Кроме ставших уже стандартными автомобильных функций — (телевизор, GPS, DVD) — автомобильный компьютер позволяет использовать в дороге интернет, что позволяет отслеживать пробки на дорогах, слушать интернет-радио, просматривать электронную почту, участвовать в видеоконференции, искать необходимую информацию вдали от дома или офиса, а также имеет множество других полезных функций. При подключении к ЭБУ с помощью кабеля OBD II, компьютер диагностирует электронику автомобиля, а при подключении видеокамер производит видеозапись дорожной ситуации. Автомобильный компьютер позволяет управлять режимами GPS — оперативно менять карты, использовать как векторные, так и растровые карты. Автомобильный компьютер может выполнять функцию антирадара (или подключиться к имеющемуся).
Для любителей быстрой езды на автомагистралях и частых поездок по многокилометровым пробкам автомобильный компьютер может иметь функцию управления инжектором. Можно в режиме реального времени делать мощнее или, наоборот, уменьшать мощность автомобиля для понижения расхода топлива и реализации более плавного начала движения (для пробок) у мощных двигателей. Для этого понадобится кабель (OBD II, ELM327, VAG-com и другие), для подключения процессора инжектора к карпьютеру, и соответствующее программное обеспечение.
Бортовые компьютеры российского производства «специализируются» в основном на получении информации с контроллера автомобиля, а также режимах оповещения об аварийных сбоях и калькуляции маршрутных и иных параметров.
В отличие от персонального компьютера, «бортовой маршрутник» имеет узкую ориентированность, направленную в первую очередь на диагностику и корректировку систем функционирования автомобиля.
Умение БК можно разделить на категории:
ДиагностикаЭто — диагностический тестер системы впрыска автомобиля (коды ошибок с расшифровкой).
Определение мгновенных параметровЭто — диагностический тестер параметров работы двигателя (температура охлаждающей жидкости, напряжение бортовой сети, частота вращения вала, положение дроссельной заслонки, массовый расход воздуха, угол опережения зажигания, положение регулятора холостого хода)
Расчет маршрутных параметровЭто — маршрутный компьютер (остаток топлива в баке, прогноз пробега на остатке топлива, общий расход топлива, расход топлива за поездку, пройденное расстояние за поездку, средний расход топлива, цифровой спидометр, средняя скорость, движения за поездку, черный ящик скорости, время поездки, стоимость поездки).
Аварийный сигнализаторЭто — визуальное и звуковое оповещение водителя о нештатных ситуациях (опасный перегрев двигателя, недопустимое напряжение в борт сети, превышение порога скорости).
Дополнительные функцииЭто — программирование сроков техобслуживания, ОСАГО, органайзер, функция такси, прогрев/прожиг свечей, управление порогом включения вентилятора охлаждения, дополнительные корректировки параметров, автоматический октан-корректор и т. д. и т. п. Также — функции голосовой поддержки.
Применяемые дисплеи:
- ЖКИ 8-разрядный (RGB-выбор спектра цвета пользователем), возможность отображения одновременно 4-х параметров;
- ЖКИ МАГНУМ 16-разрядный (синий фон/светлый текст, зеленый фон/черный текст или RGB-выбор спектра цвета пользователем, световой фильтр — улучшение контраста при попадании прямого солнечного света), возможность отображения одновременно 6-и параметров;
- ЖКИ графический (синий фон/светлый текст, зеленый фон/черный текст), возможность отображения одновременно 4-х параметров и графического изображения;
- ЖКИ 24-разрядный (синий фон/светлый текст, зеленый фон/черный текст или RGB-выбор спектра цвета пользователем), возможность отображения одновременно 8-и параметров;
- PLED/OLED 8-разрядный (черный фон/зеленые буквы, особоконтрастный/незамерзающий-до минус 40 градусов), возможность отображения одновременно 6-и параметров;
- PLED / OLED 16-разрядный (черный фон/зеленые буквы, особоконтрастный/незамерзающий (до −40 градусов), возможность отображения одновременно 6-и параметров;
- PLED / OLED графический (черный фон/бирюзовые буквы, черный фон/желтые буквы, особоконтрастный/незамерзающий (до −40 градусов), возможность отображения одновременно 11-и параметров и графического изображения;
- Сегментный цифровой индикатор (зеленые/красные цифры), 3/4/6-разрядный.

## История
Первый бортовой компьютер был установлен на автомобиль Aston Martin Lagonda в 1976 году. А уже в 1997 появился Apollo — прототип первого автомобильного компьютера, созданный корпорацией Microsoft, который так и остался прототипом.
В 2000 году американская компания Tracer создала и протестировала первый штатный онбордер, и наладила серийное производство. Существуют также китайские решения.
История создания бортового компьютера в России начинается с появления в отечественном автопроме инжекторных автомобилей. Диагностические устройства для этих автомобилей разрабатывала (единственная в Союзе) научно-исследовательская лаборатория № 15 при Тольяттинском государственном университете (заказчиками НИЛ-15 были ЗИЛ, МВД и Министерство обороны).Самый первый бортовой компьютер под названием ПКСУ (позже модифицированный и переименованный в Штат Х1) был разработан в этой лаборатории в 1987 году для микропроцессорной Лады-2108.
Нашла инвесторов, доработала конструкцию и довела до серийного выпуска данное изделие — компания «Штат».

### «AutoPC»
«AutoPC» является моделью карпьютера, совместно разработанной Clarion и Microsoft.
AutoPC был создан Microsoft Automotive Business Unit (эта группа пошла на разработку нескольких продуктов для производителей автомобилей, в том числе Ford Sync, выпущенный в 2007 году).
Первый (и единственный) продукт был продан Clarion в качестве дополнительной услуги. Этот продукт использовал 60 МГц Hitachi с SH3 процессор, работал на Windows CE. Устройство было оснащено 256x64 8-цветным LCD экраном, способным отображать информацию из программы навигации, также имело распознавание речи и возможность говорить. Оно также включало контакты и календарные приложения. Стандартная версия AutoPC (иногда называется Auto PC) также включала простые приложение, которые использовали дополненый GPS модуль для получения пользователем направления к месту назначения. Clarion продолжил эту работу с более сложными навигационными приложениями с отображением карты от поворота к повороту. Он имел рекомендованную розничную цену в $1799.
Clarion позже создала автомобильную операционную систему Joyride с использованием следующей версии поколения Windows CE. Она включала воспроизведения MP3 с помощью CD-R и CompactFlash карт. Она также включала улучшенную систему навигации, в том числе GPS-приемник и гироскоп для инерциальной навигации.